# Jasper Vergoote
Jasper Vergoote (* 14. Januar 1992) ist ein belgischer Fußballschiedsrichter. Seit 2019 leitet er Spiele der Division 1A, seit 2023 ist er FIFA-Schiedsrichter.

## Werdegang als Schiedsrichter
Der aus Flandern stammende Vergoote feierte sein Debüt in Belgiens höchster Spielklasse – der Division 1A – im August 2019 bei der Partie KAS Eupen gegen Waasland-Beveren. Seitdem (Stand Mai 2025) stehen über 100 Spielleitungen in der Jupiler ProLeague  für ihn zu Buche. Einen Höhepunkt seiner nationalen Schiedsrichterlaufbahn erlebte er in der Saison 2024/25, als er das Endspiel um den Belgischen Fußballpokal leitete, in dem sich der FC Brügge gegen den RSC Anderlecht mit 2:1 durchsetzen konnte.
Zum Jahresbeginn 2023 nominierte ihn der Belgische Fußballverband für die FIFA-Liste, was ihn zur Leitung internationaler Partien berechtigt. Seine Premiere auf diesem Parkett beging er im März desselben Jahres bei einem Quali-Spiel zur U-17-EM zwischen Italien und Irland. Bei der U-17-EM 2024 gehörte er zum Unparteiischenaufgebot des Endrundenturniers und pfiff dort drei Begegnungen. Sein erstes internationales Herrenspiel leitete er im Juli 2023 in der 2. Qualifikationsrunde der UEFA Conference League bei den New Saints gegen Swift Hesperingen.

## Persönliches
Vergoote studierte von 2011 bis 2016 Biowissenschaften an der Universität Gent und erwarb dort einen Master of Science (M.Sc.) in dieser Disziplin. Neben seiner Schiedsrichtertätigkeit arbeitet er im Vertrieb eines Landwirtschaftskonzerns.